# يوتاكا هيجوتشي
يوتاكا هيجوتشي (باليابانية: 樋口豊؛ بالكانا: ひぐち ゆたか) هو مدرب تزلج فني ‏ ومعلق رياضي ياباني، ولد في 20 سبتمبر 1949 في طوكيو في اليابان.

## وصلات خارجية
- يوتاكا هيجوتشي على موقع أوليمبيديا (الإنجليزية)